# Key Biscayne
Key Biscayne is een plaats (village) in de Amerikaanse staat Florida, en valt bestuurlijk gezien onder Miami-Dade County.

## Demografie
Bij de volkstelling in 2000 werd het aantal inwoners vastgesteld op 10.507.
In 2006 is het aantal inwoners door het United States Census Bureau geschat op 10.033, een daling van 474 (-4.5%).

## Geografie
Volgens het United States Census Bureau beslaat de plaats een oppervlakte van
3,6 km², waarvan 3,3 km² land en 0,3 km² water. Key Biscayne ligt op ongeveer 4 m boven zeeniveau.

## Sport
In de periode van 1987 tot en met 2018 werd het Tennistoernooi van Miami voor vrouwen en mannen gespeeld op de accommodatie van het Crandon Park.

## Plaatsen in de nabije omgeving
De onderstaande figuur toont nabijgelegen plaatsen in een straal van 16 km rond Key Biscayne.